# 連續光譜
连续光谱是一种具有宽带宽的光源，一般利用高峰值功率的超短脉冲通过非线性材料来产生，例如利用飞秒激光脉冲通过光子晶体光纤可以获得覆盖整个可见光波段的连续光谱。